# Plebańska (wzgórze)
Plebańska – wzgórze o wysokości 274 m n.p.m. Znajduje się na Wyżynie Olkuskiej w miejscowości Rudawa. Zachodnie zbocze stromo opada do doliny, którym płynie Rudawka. Na południowym krańcu wzgórza znajduje się plebania miejscowego kościoła.